# Курганы (Боровлянский сельсовет)
Курганы (бел. Курганы́) — деревня в Минском районе Минской области Беларуси. Входит в состав Боровлянского сельсовета.

## География
Пролегает дорога Н-9037.
Ближайшие населённые пункты Лесковка, Опытный, Скураты и др.

## История
В 1909 году в Острошицко-Городецкой волости Минского уезда Минской губернии.
До 9 августа 1979 года деревня в составе Острошицко-Городокского сельсовета.

## Население

### Численность
- 2009 год — 238 человек

### Динамика
- 1909 год — 165 человек, 30 дворов (околица); 19 человек, 3 двора (урочище)[2]
- 1999 год — 165 человек (перепись населения)
- 2009 год — 238 человек (перепись населения)[2]

## Достопримечательность
Недалеко ландшафтный заказник "Прилепский"